# Beduri
Beduri is een bestuurslaag in het regentschap Ponorogo van de provincie Oost-Java, Indonesië. Beduri telt 2093 inwoners (volkstelling 2010).